# Dôme de la Chaîne

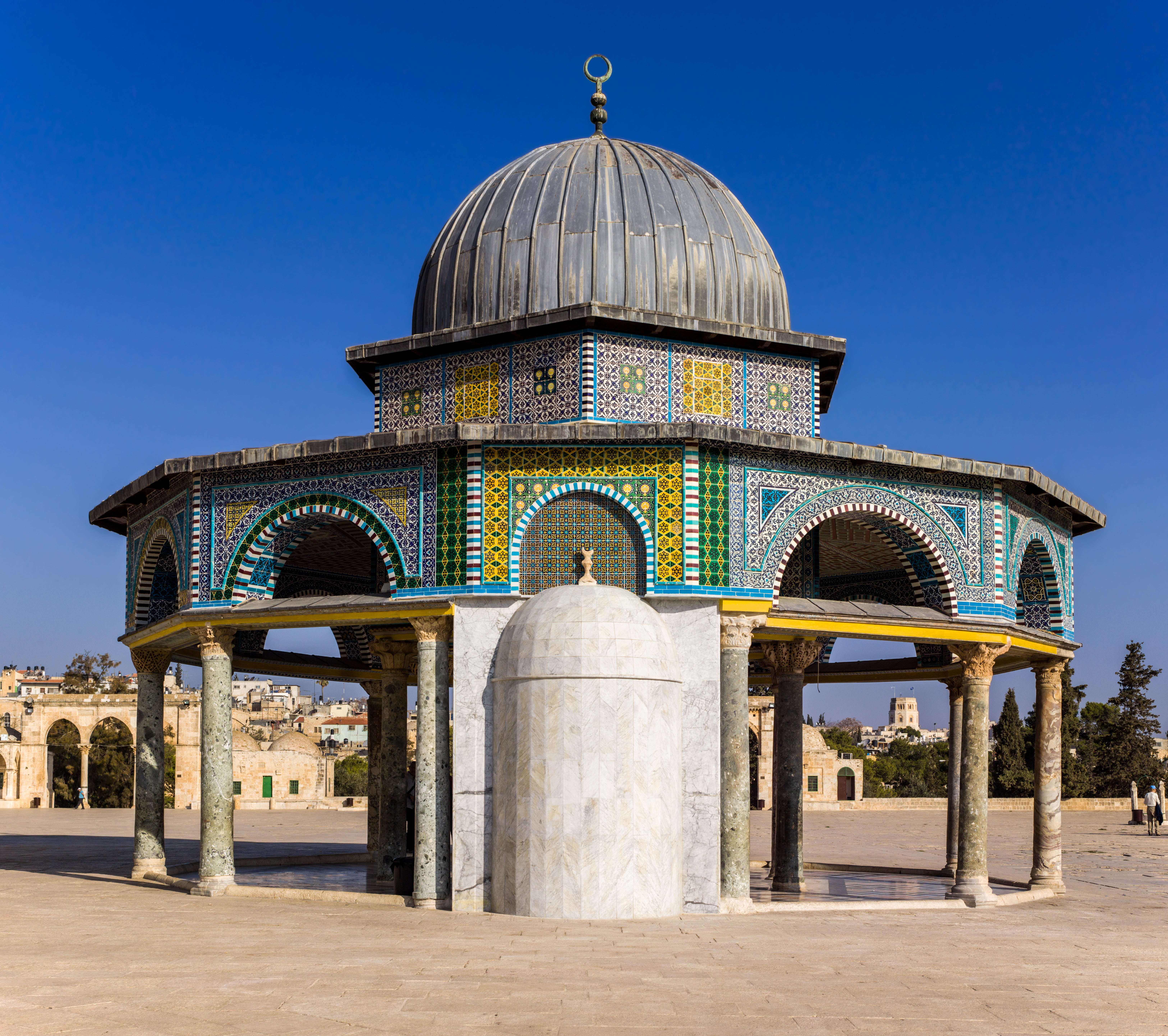
Le dôme de la Chaîne près de l'entrée du dôme du Rocher, avec le mihrab qui ressort (en blanc).

Le dôme de la Chaîne (arabe : قبة السلسلة, Qubbat al-Silsila) est un petit bâtiment octogonal recouvert d'un dôme près de l'entrée est du dôme du Rocher dans la vieille ville de Jérusalem. Il s'agit de l'un des plus vieux monuments du Haram ash-Sharif.

## Histoire
Le dôme de la Chaîne est un bâtiment indépendant, bâti sur le mont du Temple, à proximité directe du dôme du Rocher. Il est probable que l'édicule ait été construit en même temps que le dôme du Rocher. La structure présente un plan en octogone ; elle est recouverte par un dôme sur tambour, supporté par des arcs en plein cintre reposant sur des colonnes d'origine romaine et byzantine.
Il est possible que quelques éléments datent des temps pré-islamiques[réf. nécessaire].
Sous la domination de Jérusalem par les Croisés, le bâtiment a été transformé en chapelle chrétienne, dédiée à Jacques le juste, frère de Jésus et premier évêque de Jérusalem. Il est mort en martyr en étant jeté depuis le toit du Temple qui s'élevait alors sur la place, puis battu à mort par la foule. On a d'ailleurs retrouvé ces vers sur le mur du dôme de la Chaîne: 
« Jacques, fils d'Alphée, semblable au Seigneur en apparence / 
Mort pour le Christ, jeté du temple voisin /
Ainsi Jacques le Juste prêchant publiquement le Christ /
A été battu par la foule perverse et abattu par un maillet de foulon. »

## Signification
On ne connaît pas le rôle exact du bâtiment, mais il est probable qu'il ait eu une fonction rituelle.
Selon le qadi et historien Mujir al-Din (en), le bâtiment devrait son nom à une légende remontant au règne du roi Salomon. Mujir al-Din explique que

« Parmi les merveilles de la Sainte Maison, il y a la chaîne que Salomon, fils de David, a suspendue entre le Ciel et la Terre, à l'est du Rocher, là où se trouve maintenant le dôme de la Chaîne. La chaîne avait une caractéristique. Si deux hommes l'approchaient pour résoudre un litige, seul l'homme honnête et droit pouvait s'en emparer ; l'homme injuste la voyait se mettre hors de sa portée. »

Louis Massignon rapporte de son côté que l'on retrouve cette pratique chez les Druzes, dans un rituel appelé mubâhala (« ordalie ») Selon les Druzes, en cas de litige, les personnes qui jurent de dire la vérité doivent saisir la chaîne —composée de 70 maillons, précise Massignon — qui est dans le dôme, et celle qui réussit à le faire dit la vérité.
Dans la tradition musulmane, le bâtiment est aussi l'endroit où le Jour du jugement aura lieu à la « fin des jours ». À cet endroit, une chaîne arrêtera le pécheur et laissera passer le juste. On peut relever aussi que le mihrab de la mosquée al-Aqsa est situé exactement au milieu du mur de la qibla du Mont du Temple sur l'axe nord-sud avec le dôme de la Chaîne,.

## La disparition de la chaîne
Depuis fort longtemps, la chaîne a disparu du dôme. Au xve siècle, Mujir al-Din en explique la raison. Un homme ayant emprunté cent dinars d'or refusait de les rendre à son créancier. Ils se retrouvèrent devant un juge, à proximité du dôme. Le débiteur avait fait fondre les dinars et avait glissé le métal dans sa canne. Il demanda au débiteur de tenir sa canne. Il jura alors qu'il avait rendu l'argent et put saisir la chaîne. Le créancier lui rendit la canne, et saisit à son tour la chaîne, jurant qu'il n'avait pas reçu son dû. L'assistance fut stupéfaite de voir que les deux avaient pu tenir la chaîne. À ce moment, conclut Mujir al-Din, la chaîne retourna au ciel, écœurée par la duplicité de l'homme.

## Architecture

### Théorie du modèle réduit du dôme du Roche

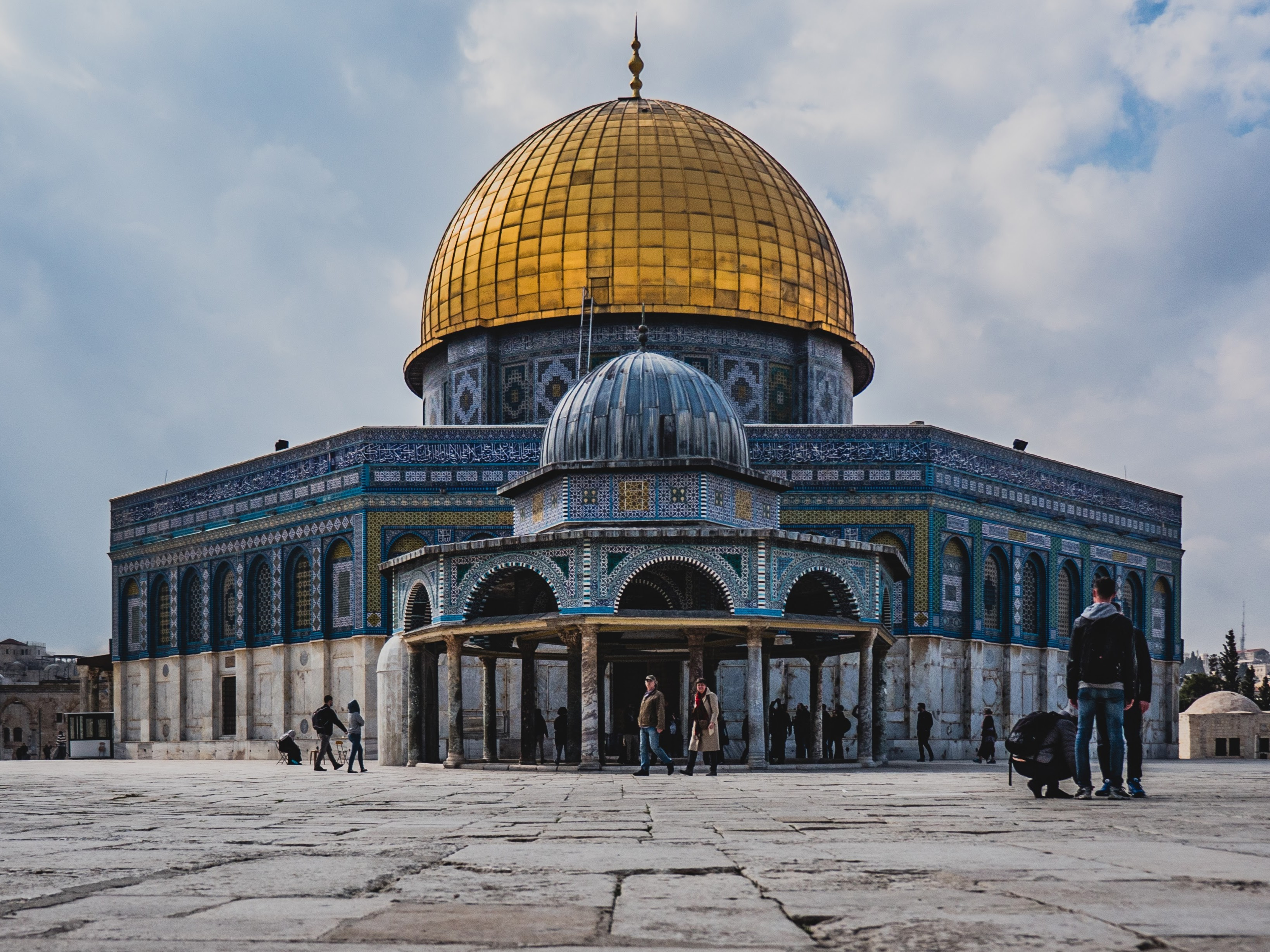
Le dôme de la Chaîne et, derrière lui, le dôme du Rocher. La juxtaposition des deux bâtiments laisse apparaître leur ressemblance.

Un certain nombre d'anciens historiens arabes affirment que le Dôme de la Chaîne a été utilisé comme modèle pour le dôme du Rocher. Comme le remarque C.R. Conder, la chose est possible si l'on considère que l'un et l'autre édifice sont constitués de deux polygones concentriques, avec des colonnes reliées par entre elles par des poutres en bois qui soutiennent des arcades. De plus, la taille du dôme du Rocher est trois fois plus grande que celle du dôme de la Chaîne, et tant les mesures du plan au sol que de la hauteur sont proportionnelles entre les deux édifices. Il suffit alors d'enlever le mur extérieur du dôme du Rocher pour que la ressemblance soit parfaite.
Ce qui va toutefois à l'encontre de cette théorie, c'est le contraste entre la symétrie octogonale parfaite des deux arcades du dôme du Rocher et le mélange d'une arcade interne hexagonale et d'un extérieur (initialement) de quatorze côtés pour le dôme de la Chaîne ; l'absence de mur extérieur pose également un problème[réf. nécessaire].

## Galerie

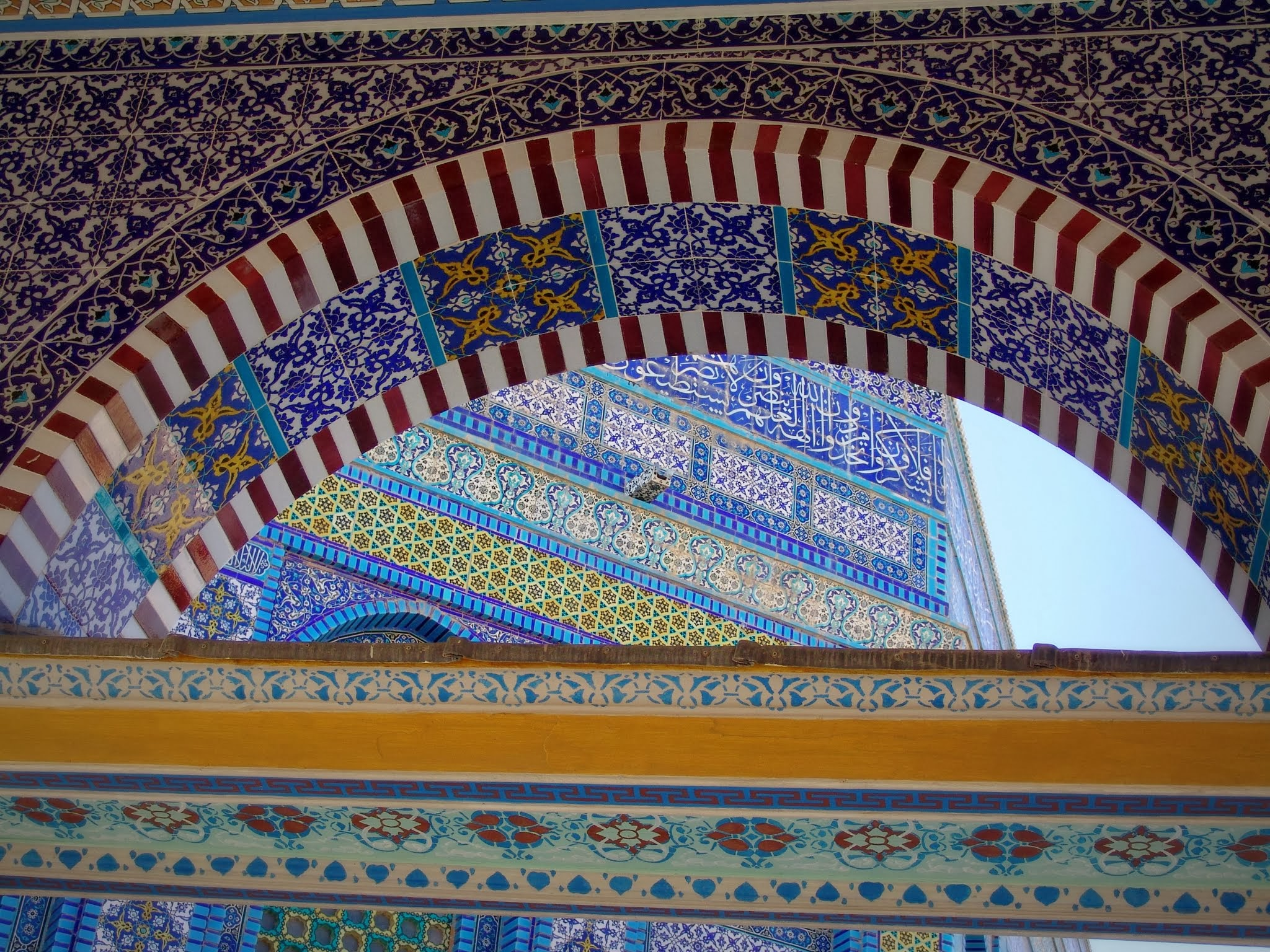
Dôme de la Chaîne avec le dôme du Rocher en arrière plan
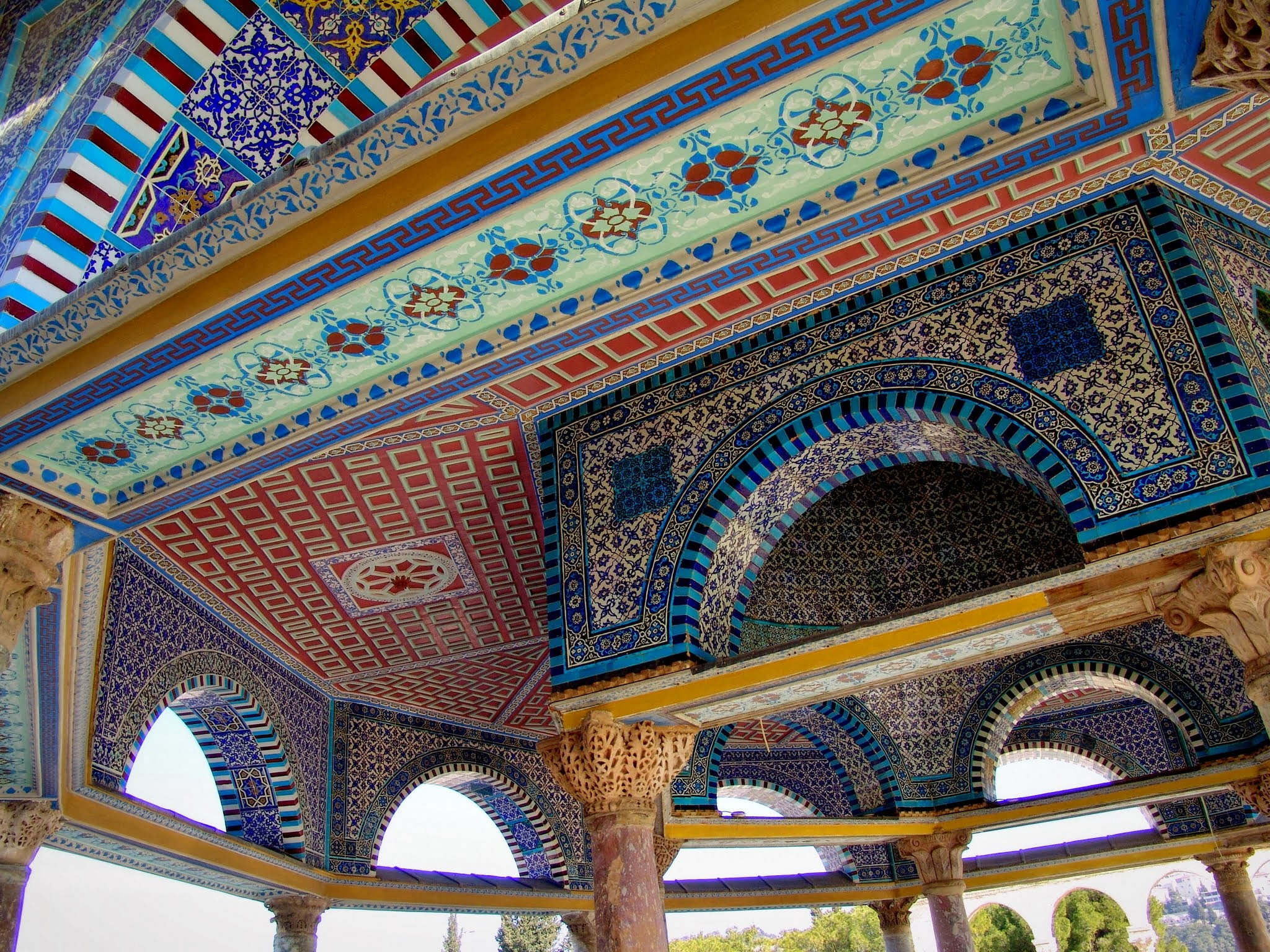
Détails de l’intérieur. À gauche, une colonne avec un chapiteau byzantin. Les autres colonnes sur l'image présentent des chapiteaux composites.
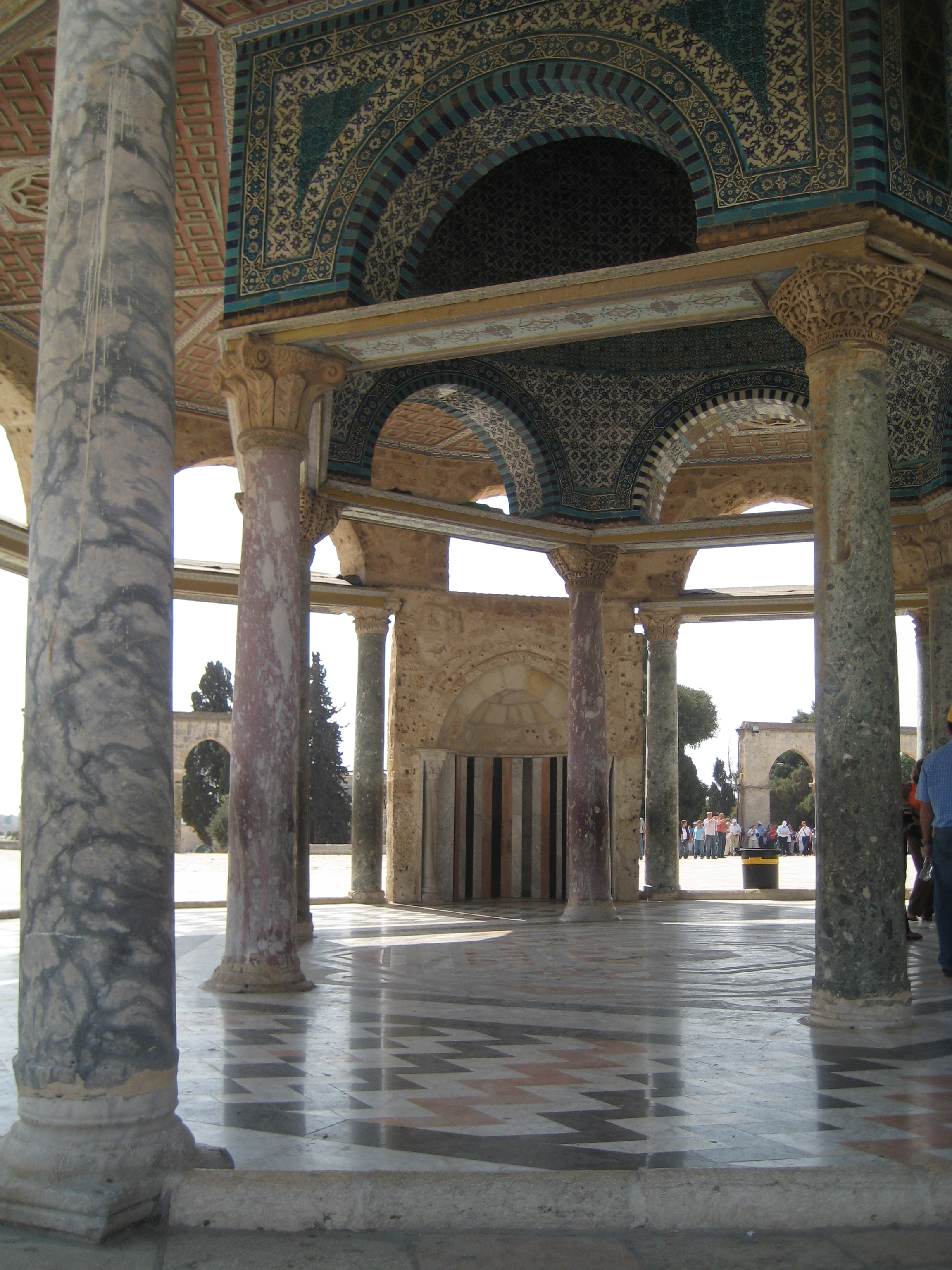
Intérieur du dôme de la Chaîne, avec au fond le mihrab.
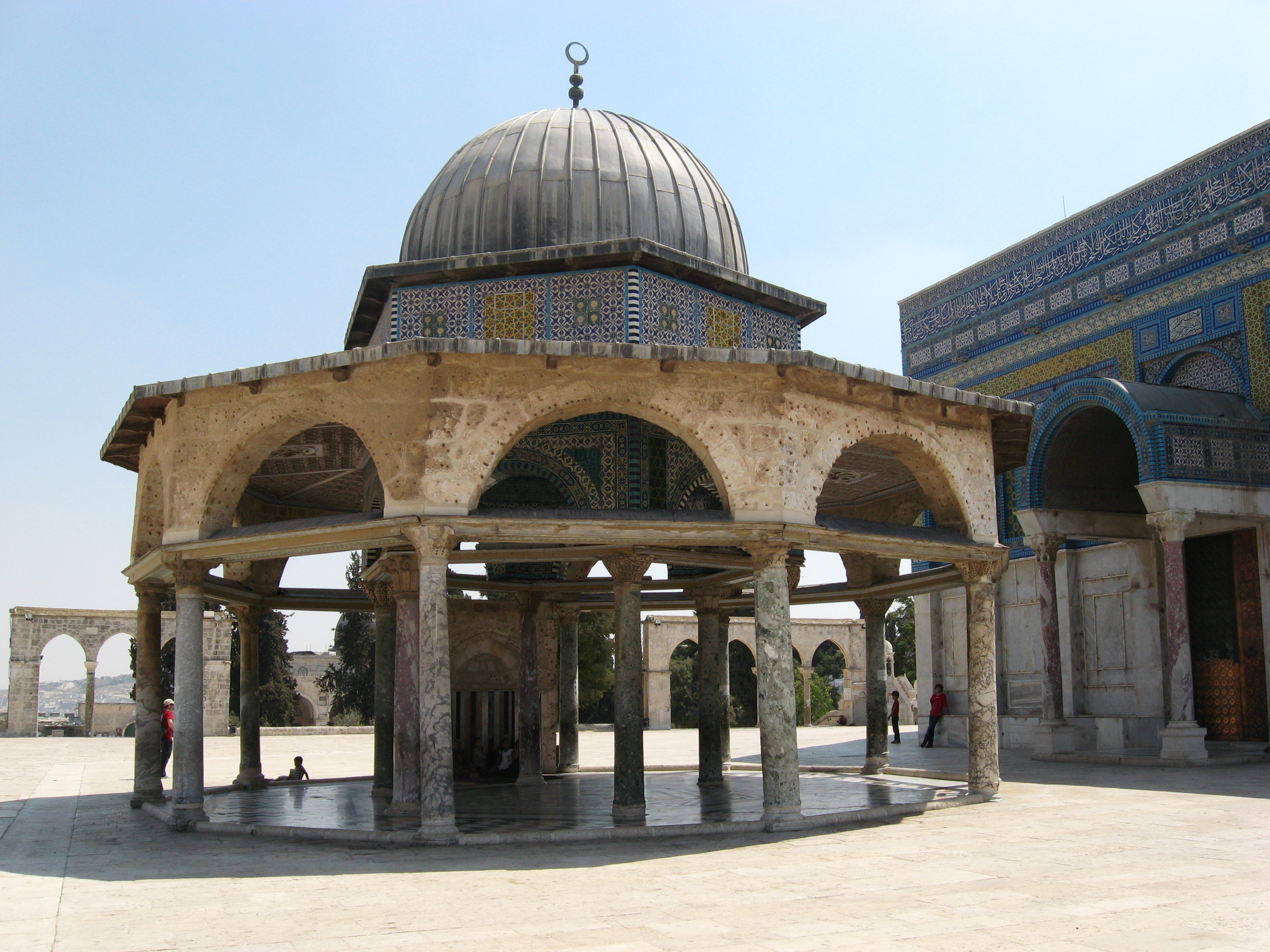
Dôme de la Chaîne avec le dôme du Rocher à droite
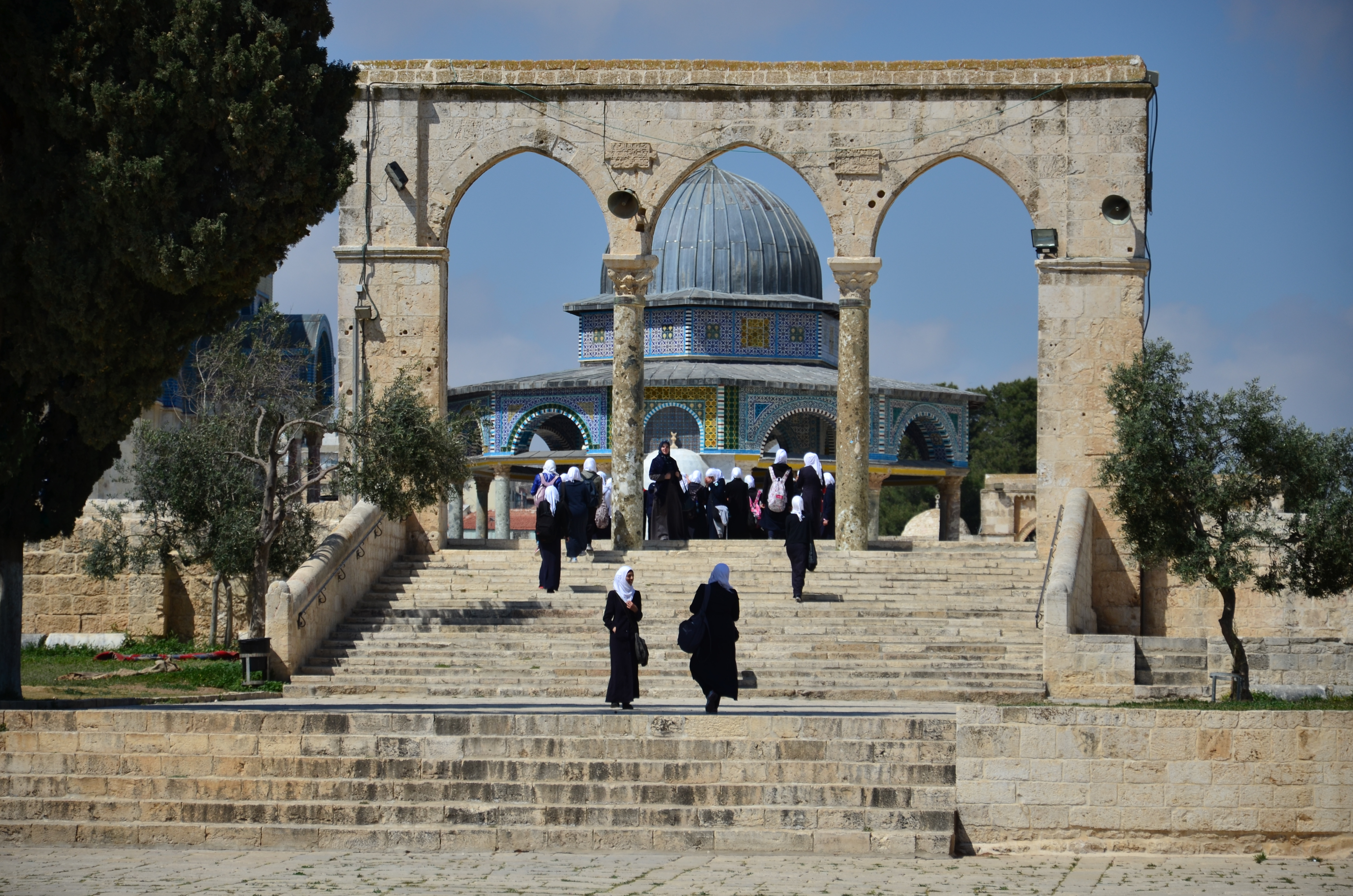
Dôme de la Chaîne encadrée dans l'arcature sud-est des Al-Mawazin.